# Chiesa del Suffragio (Rimini)
La chiesa di San Francesco Saverio, più nota come chiesa del Suffragio, è una chiesa cattolica del centro storico di Rimini, fondata a inizio Settecento dai Gesuiti. L'annesso collegio è dal 1981 sede del Museo della città di Rimini.

## Storia

La chiesa danneggiata dai bombardamenti

I Gesuiti erano giunti a Rimini nel 1627 e nel 1631 fondarono la prima chiesa, dedicata anch'essa a San Francesco Saverio, costruita nell'ex-granaio di un cittadino benevolente. Nel 1655 i Gesuiti, beneficiati del lascito di Cesare Galli, protonotario apostolico, iniziarono a pensare alla costruzione di una nuova chiesa, che sarà disegnata su modello della romana Chiesa del Gesù. Non certa è l'identità dell'autore del progetto, attribuito da tradizione a Giovan Francesco Buonamici o al conte Francesco Garampi, quest'ultimo deceduto nel 1714. Altri lo attribuiscono ad Alfonso Torreggiani, che tra il 1746 e il 1755 progettò l'annesso collegio. I lavori iniziarono nel 1719 e poterono dirsi terminati nel 1721. La facciata rimane però priva del rivestimento lapideo, rimasto incompiuto a seguito della soppressione della Compagnia di Gesù.
La chiesa fu gravemente danneggiata dai bombardamenti Alleati durante la seconda guerra mondiale e ricostruita nel dopoguerra.
L'annesso collegio, adibito ad ospedale per circa un secolo e mezzo, dal 1981 è sede del Museo della città di Rimini.

## Descrizione

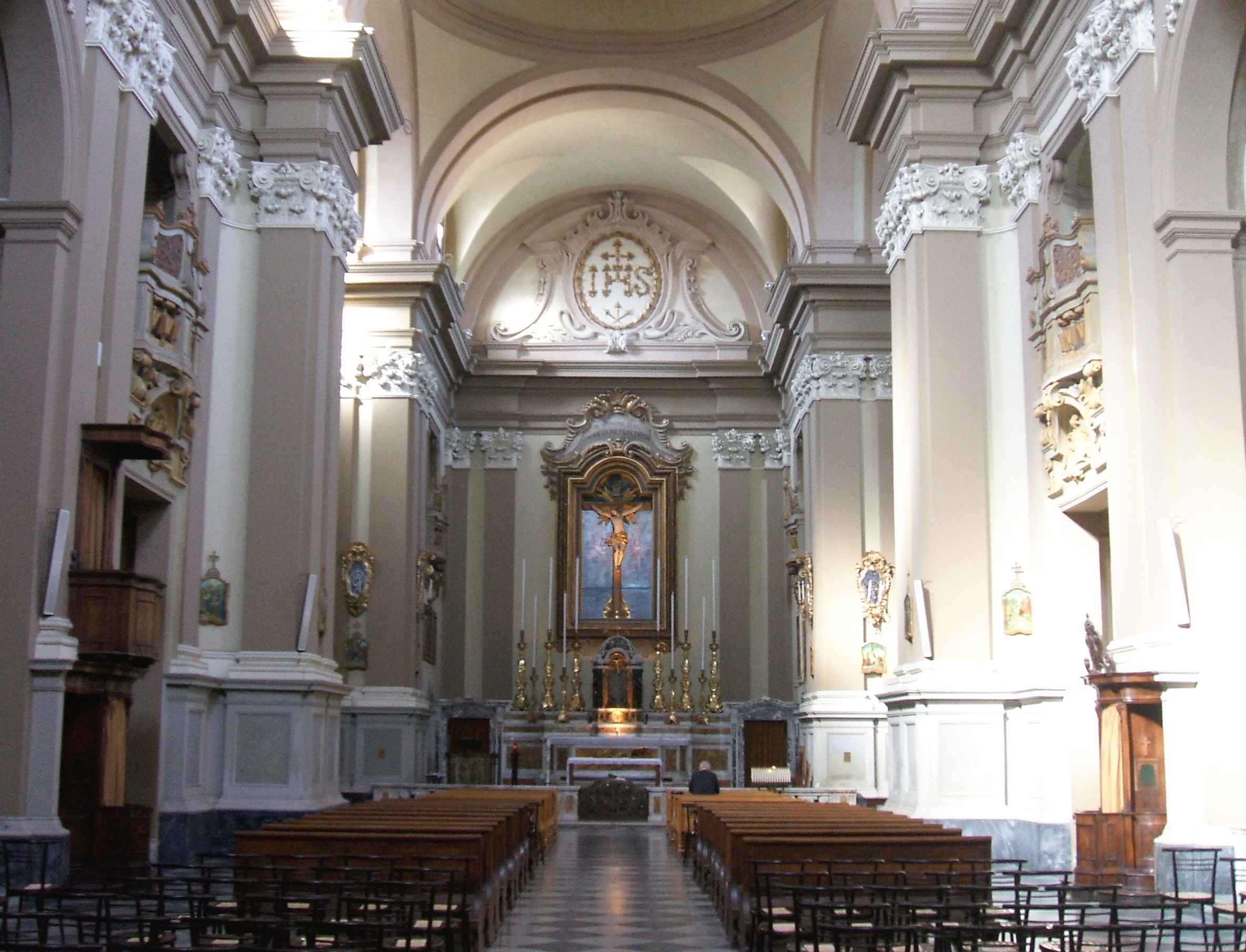
Interno

La chiesa ha una pianta a croce latina, con interno a navata unica fiancheggiata da cappelle. L'organo Zanin è stato restaurato nel 2007.
Elenco delle opere
- Adorazione di San Francesco Borgia, Pietro Rotari
- Gloria di Sant'Ignazio, Pietro Rotari
- Martiri Gesuiti Giapponesi, Guido Cagnacci
- Santa Cecilia ed il Bambin Gesù, Andrea Barbiani[8]
- Sant'Emidio protegge Rimini, Giuseppe Soleri Brancaleoni (1793)
- San Nicola e le anime del Purgatorio, ignoto del XVIII secolo
- Due Annunciazioni di scuola toscana
- Altare marmoreo dedicato a Sant'Ignazio di Loyola, Giovan Francesco Buonamici